# دورة فرنسا المفتوحة 1984
قائمة بطولات دورة رولان غاروس لعام 1984:

## الكبار

### فردي رجال
إيفان ليندل هزم  جون ماكنرو: النتيجة:3-6, 2-6, 6-4, 7-5, 7-5

### فردي سيدات
مارتينا نيفرتيلوفا هزمت  كريس إيفرت للويد، النتيجة:6-3, 6-1

### زوجي رجال
هنري ليكونتي و يانيك نواه هزما  بافل سلوزل و توماس شميد، النتيجة:6-4, 2-6, 3-6, 6-3, 6-2

### زوجي سيدات
مارتينا نيفرتيلوفا و بام شريفر هزمتا  كلاوديا كودي سايلش و هانا مادلينكوفا، النتيجة:5-7, 6-3, 6-2

### زوجي مختلط
آن سميث و ديك ستوكتون هزما  أن مينتر و لاواري وردر، النتيجة:6-2, 6-4